# Kokotsha
Kokotsha ist ein Dorf im Kgalagadi District in Botswana. Es befindet sich im Osten des Distrikts, 40 km nördlich von Werda. Kokotsha liegt an der A 20.
2011 lebten 1224 Personen im Ort. Sie verteilten sich auf die elf Siedlungen Humutu, Janeng, Klarface/Botsalano, Kokotshana, Manong, Marakajwa, Minorsalt, Morabeng, Motlhabaneng, Peloebotlhoko und Tsong.
Für die evangelisch-lutherische Kirchengemeinde wurde 2012/13 ein Pfarrhaus mit Unterstützung des rheinischen Kirchenkreises Simmern-Trarbach gebaut. Dieser unterhält eine Partnerschaft mit dem Südwestlichen Kirchenkreis der Evangelisch-lutherischen Kirche von Botswana (ELCB), wozu auch die lutherischen Christen von Koktotsha gehören.